# Egidio Negrin
Egidio Negrin (Santa Maria di Camisano Vicentino, 4 aprile 1907 – Treviso, 15 gennaio 1958) è stato un arcivescovo cattolico italiano.

## Biografia
Monsignor Egidio Pio Negrin nacque a Santa Maria di Camisano Vicentino il 4 aprile 1907.

### Formazione e ministero sacerdotale
Studiò nel seminario vescovile di Vicenza. Il 13 luglio 1930 fu ordinato presbitero per la diocesi di Vicenza da monsignor Ferdinando Rodolfi. Nel 1934 si laureò alla Pontificia Università Gregoriana di Roma. Divenne quindi professore di lettere e teologia morale e vice rettore del Seminario vescovile di Vicenza. Contemporaneamente fu assistente diocesano della Gioventù Cattolica, giudice sinodale e censore ecclesiastico. Il 23 settembre 1940 venne nominato parroco e vicario foraneo di Quinto Vicentino. Nel giugno del 1947 venne nominato canonico onorario della cattedrale di Santa Maria Annunciata, arciprete di Bassano del Grappa nonché abate di Santa Maria del Colle.

### Ministero episcopale
Il 31 maggio 1952 papa Pio XII lo nominò arcivescovo metropolita di Ravenna e vescovo di Cervia. Ricevette l'ordinazione episcopale il 29 giugno successivo dal vescovo di Vicenza Carlo Zinato, co-consacranti il vescovo di Treviso Antonio Mantiero e quello di Vittorio Veneto Giuseppe Zaffonato.
Giunto in tal modo dal Veneto "bianco" nella Romagna "rossa", incontrò subito forti difficoltà a operare in un ambiente così diverso da quello in cui era cresciuto e aveva svolto fino ad allora la sua azione pastorale. Impedimenti di vario tipo si manifestarono in tal modo sia nel territorio della diocesi (rapporti con le autorità civili, ecc.) sia all'interno della stessa Curia ravennate. Addirittura il seminario diocesano fu oggetto di "ispezione" da parte della Santa Sede.
In tale contesto maturò il suo ritorno in Veneto, più precisamente alla diocesi di Treviso dove fu trasferito il 7 aprile 1956 (dopo la morte del precedente vescovo, anch'esso vicentino, Antonio Mantiero), mantenendo peraltro quale attributo personale il titolo di arcivescovo. Prese possesso della diocesi il 3 giugno successivo. Il primo incontro con le autorità della provincia avvenne a Galliera Veneta, al confine con la provincia di Vicenza. Monsignor Negrin volle partire per il trionfale ingresso a Treviso da Monte Berico, dove aveva celebrato la sua prima messa e dove volle celebrare tra i condiscepoli anche la messa d'argento. Con questo volle pubblicamente attestare il suo attaccamento e il suo affetto per la terra natale, per il seminario dove si era preparato al sacerdozio, alla parrocchia di Quinto Vicentino, a Bassano del Grappa, dove nel dopoguerra per oltre cinque anni aveva profuso le sue energie lasciando tracce feconde. Con la sua diocesi di Vicenza aveva mantenuto stretti contatti anche quando l'ascesa alla dignità episcopale lo aveva portato nella lontana sede di Ravenna e Cervia.
Rivolgendosi per prima volta la sua parola ai trevigiani, dopo aver rivolto un affettuoso ricordo a Ravenna, disse: "A voi figlioli di Treviso, cosa posso dire? Sono in mezzo a voi, vi appartengo nel nome di Dio, della Chiesa, nel nome di Maria Santissima. Sono tutto vostro e lo sarò fino alla fine della mia vita, lunga o breve, secondo i disegni della Provvidenza. La mia casa sarà vostra: anche i miei morti saranno vostri: ne avete tanti voi di morti. Ricordo il 7 aprile 1944 quanti ve ne furono. Saranno tutti insieme nel mio cuore e tutti insieme saremo nell'amore. Non accontentavi di amarvi a parole ma amatevi, amiamoci con le opere, con la verità delle opere. Sacerdoti, organizzazioni cristiane, popolazione tutta di Treviso così io vi amerò, tutti senza eccezione; e se una preferenza vi sarà, sarà per i poveri, i malati, i peccatori. Il cuore del Vescovo è specialmente di loro". Poi, con squisito pensiero reverente e devoto volle recarsi al cimitero per pregare sulla tomba del suo predecessore Antonio Mantiero.
Fin dai primi giorni del suo ministero a Treviso monsignor Negrin non rivelò che una preoccupazione: conoscere bene le anime a lui affidate per facilitare a queste l'occasione di incontrarsi con lui, autentico pastore e padre spirituale, quale la Provvidenza destina in ogni diocesi. Per tali incontri si richiede una fusione di spiriti e di ideali che monsignor Negrin individuò e fissò giustamente fin dalle sue prime visite a tutte le istituzioni, agli enti pubblici, alle parrocchie della diocesi. Prima di tutto in città, nel seminario, negli istituti religiosi, nelle case ospedaliere. Specialmente in quelle istituzioni in cui il programma di formazione intellettuale e spirituale, dovevano essere le più care al suo cuore di vescovo; e contemporaneamente negli ambienti occupati dai lavoratori, operai o apprendisti che formano la gran massa del popolo.
Compiva visite continue nei giorni festivi e feriali con orari comunicati dalla stampa. Qualche volta anche sei o sette visite in parrocchie lontane, dove quasi sempre amministrava la cresima, rivolgeva la parola al popolo e si interessava delle necessità delle piccole plaghe. Questo intenso lavoro, che avrebbe stancato il più forte dei sacerdoti, appariva un sollievo per lui che doveva costituire la base di un'altra opera. Tutto era disposto, infatti, per la futura visita pastorale alle singole parrocchie della diocesi, che monsignor Negrin aveva in animo di incominciare nei primi giorni del 1958 e che si sarebbe conclusa in autunno con il sinodo diocesano, manifestazione che a Treviso non si ripeteva dall'epoca del vescovo Andrea Giacinto Longhin.
Monsignor Negrin si era persuaso forse che il male da cui apparve colpito nei primi giorni del suo arrivo a Treviso fosse dovuto un poco alla vita sedentaria che gli era tanto noiosa e aveva pensato che una vita movimentata fosse la cura migliore del suo malessere. Si allontanava dalla sede poco dopo le cinque del mattino pensando che più tardi la gente sarebbe stata impegnata nei lavori dei campi. Qualche volta, in una lontana parrocchia, improvvisava la visita con una semplice telefonata: "Giungerò alle sei del mattino per celebrare la Messa". E non mancava all'appuntamento. Quando qualcuno gli disse che tanta fatica poteva riuscirgli fatale, gli rispose: "Dobbiamo tutti sacrificarci per il bene delle anime e il primo a dare questo esempio deve essere il vescovo".
Tra i suoi primi atti pastorali vi fu il 25 giugno in San Nicolò l'ordinazione di 15 nuovi sacerdoti usciti nell'anno dal seminario trevigiano. Nel luglio successivo guidò un pellegrinaggio veneto dell'UNITALSI a Lourdes, distinguendosi per la sua instancabile e affettuosa presenza tra i malati. Il 12 dello stesso mese ricevette direttamente dal patriarca di Gerusalemme dei Latini Alberto Gori l'alta onorificenza di commendatore con placca dell'Ordine equestre del Santo Sepolcro di Gerusalemme. Nell'agosto di quell'anno visitò le colonie marine e montane della diocesi, festosamente accolto dai bimbi. Il giorno 15 agosto presiedette i solenni riti dell'Assunta ricevendo dalle mani del sindaco il tradizionale cero votivo della città.
Il 2 settembre monsignor Negrin venne festeggiato in occasione dell'onomastico e ricevette la vibrante attestazione di fedeltà e di piena adesione alle sue direttive da parte dell'Azione Cattolica trevigiana. Il 17 settembre incominciò le adunanze del clero diocesano che si conclusero il 3 ottobre. Il giorno 28 ottobre, monsignor Negrin presiedette un'imponente assemblea dell'Azione Cattolica e indicò con chiara parola i compiti del laicato cattolico. In novembre, grazie al suo costante e paterno interessamento, la città si arricchì di una nuova e provvida istituzione: il Centro studentesco cattolico per l'assistenza ai giovani. Nello stesso mese presiedette un convegno delle Associazioni Cristiane Lavoratori Italiani.
Il Natale vide l'arcivescovo celebrare solenni riti, ai quali (come a quelli del 1957 per la Pasqua), venne ridata particolare e suggestiva proprietà. E in questa solennità il pensiero del presule fu soprattutto per i poveri, i diseredati, gli ammalati. Il nuovo anno 1957 vide come prima importante iniziativa dell'arcivescovo la convocazione della Consulta diocesana, convegno altamente qualificato per la presenza di tutti maggiori esponenti delle Associazioni cattoliche e di ispirazione cattolica.
Monsignor Negrin incominciò poi la visita ai più importanti stabilimenti della diocesi. Cordiali ed edificanti riuscivano i suoi incontri con gli operai. Il febbraio vide il presule tra una moltitudine di bimbi festanti in occasione della "Crociata per la salvezza del fanciullo" che si concluse con la consegna dei premi per lo studio del catechismo. Il 15 febbraio si recò a Vicenza per presiedere le solenni celebrazioni religiose per il primo anniversario della morte del predecessore Antonio Mantiero, celebrazioni che si conclusero a Treviso il 19 febbraio con un pontificale officiato dal cardinale Angelo Roncalli con la definitiva tumulazione dei resti mortali del vescovo, presso l'altare del Santissimo, dove già riposava il vescovo Andrea Giacinto Longhin.
Nuove chiare direttive per l'apostolato dell'Azione Cattolica vennero dettate dall'arcivescovo in marzo, con la lettera pastorale della Quaresima: "La vostra opera sia la più bella risposta all'appello accorato del Santo Padre per la edificazione di un mondo migliore".
II 4 aprile monsignor Negrin festeggiò il cinquantesimo compleanno e il primo anniversario della sua designazione al governo della diocesi. II 7 aprile era più che mai vicino al suo popolo nella rievocazione della tragedia del 7 aprile 1944. Celebrò una messa per le vittime civili le cui salme vennero traslate nella risorta chiesa votiva.
Il 2 maggio monsignor Negrin partì per la Francia per presiedere un grande pellegrinaggio di emigrati italiani nella Provenza e nella Linguadoca. II vescovo trevigiano venne calorosamente accolto e si trattenne Oltralpe alcuni giorni oltre il previsto per visitare alcune grosse comunità italiane.
Nella sua feconda e instancabile attività pastorale, monsignor Negrin non trascurò la questione della stampa. Il 19 marzo diramò infatti un nobile e vibrante appello alle diocesi per la Giornata del Quotidiano Cattolico.
Il 26 maggio inaugurò ufficialmente la risorta chiesa votiva. In giugno, ordinò in cattedrale nove nuovi sacerdoti e conferì ad altri gli ordini minori.
Dal 22 luglio al 12 agosto si trasferì a Levico per un periodo di cura. Non appena rientrato partì per Loreto alla guida del pellegrinaggio dell'UNITALSI alla basilica della Santa Casa. In settembre celebrò in cattedrale e poi assistette il cardinale patriarca Angelo Roncalli a Riese per la festa di San Pio X, compatrono della diocesi. Partecipò inoltre alle solenni cerimonie per la celebrazione del bicentenario della nascita di Antonio Canova.
Una delle ultime iniziative dettate da monsignor Negrin fu la tre giorni per sacerdoti alla quale intervenne. In ottobre, il presule venne colpito da enterocolite acuta.

### La malattia e la morte
Durante la malattia non dimenticò di esortare il suo popolo. Dettò infatti una lettera per la "Giornata dell'Emigrante", una seconda lettera per la "Giornata dell'Azione Cattolica", un indirizzo di augurio per il Santo Natale e il Capodanno, e alla messa di mezzanotte della Natività del Signore volle giungesse la sua viva parola ai fedeli del duomo e di altre chiese, con esso collegate.
II 4 gennaio 1958 fu sottoposto a intervento chirurgico che rivelò una steatosi epatica e idrope cistifellea con poche speranze di guarigione. La diocesi venne invitata a intensificare la preghiera. Il 5 gennaio i sanitari affermarono che nell'intervento chirurgico, eseguito nella mattinata precedente, erano state drenate le vie biliari ed era stata asportata l'appendice. L'atto operatorio venne definito felicemente superato. I medici affermarono di confidare che il decorso post-operatorio si svolgesse nel modo migliore. Il 6 gennaio la curia comunicò che la situazione post-operatoria continuava soddisfacente e regolare dal punto di vista chirurgico, con un certo riserbo sulle condizioni cardio-circolatorie. Il giorno successivo in un nuovo comunicato la curia affermò che le condizioni epatiche e dismetaboliche emerse dall'atto operatorio e l'accentuarsi dello stato di sofferenza cardio-circolatoria destavano qualche seria preoccupazione.
Nella particolare situazione era accompagnato dalla preghiera da parte di tutto il clero e dei fedeli della diocesi. Serenamente fiducioso nella Divina Provvidenza con commovente edificazione di quanti lo circondavano, ringraziò di cuore e paternamente benedisse tutti.
Al suo capezzale, il giorno 7 gennaio si recò il cardinale Angelo Roncalli, patriarca di Venezia, anche a nome dell'episcopato veneto, porgendogli gli affettuosi auguri suoi personali e dell'episcopato.
L'8 gennaio, ormai conscio della gravità del suo stato chiese che gli venisse amministrato il sacramento dell'estrema unzione. Monsignor Negrin ricevette monsignor Agostini, decano del Capitolo, indossava i sacri paramenti, il vicario generale, i canonici, il cancelliere vescovile, il segretario del vescovo, il confessore padre Francesco, alcuni professori del seminario e del Collegio Vescovile Pio X, che dopo aver baciato con le lacrime agli occhi la mano del vescovo, si disposero intorno al letto in attesa della grande cerimonia. Monsignor Agostini amministrò l'Olio Santo al presule. Monsignor Negrin rispondeva sicuro e senza la minima alterazione di voce e di sguardo. Dopo l'estrema unzione, gli venne impartita la benedizione papale con indulgenza plenaria in articulo mortis. A questo punto l'infermo prese la parola: "Quando seppi della gravità del mio stato ho voluto subito che mi fosse amministrata l'estrema unzione. Ora sono pronto a tutto. Se il Signore vuole chiamarmi a sé, benché, mi paia presunzione per un peccatore quale io sono, mi tengo sicuro della Sua grande misericordia. Non potete immaginare quale pace io provi nel profondo del mio cuore. Non avverto traccia di sgomento e di paura. Vi ringrazio, o miei sacerdoti".
La sera del 9 gennaio la cattedrale si gremì di fedeli nonostante l'ora vespertina per raccogliersi attorno all'altare del Signore per pregare per la salute del vescovo. Tra la folla erano presenti il capitolo al completo, tutti i sacerdoti della città, nonché una larga rappresentanza di tutti gli istituti cattolici della città. Vennero letti i telegrammi di papa Pio XII e dei cardinali Angelo Roncalli e Giacomo Lercaro. Terminata la messa, monsignor Cunial, vicario generale, portò ai presenti la benedizione e il ringraziamento del vescovo Negrin, facendo rivivere la comunione tra il padre sofferente e i figli sofferenti che per lui pregavano. Si cantarono poi le litanie della Beata Vergine e il Salve Regina.
Si temeva in una fine imminente, invece le condizioni del paziente rimasero stazionarie e accennarono anche a qualche lieve miglioramento. Nella notte dal 14 al 15 gennaio ci fu l'aggravamento per collasso circolatorio e broncopolmonite destra. Perfettamente conscio delle sue condizioni, monsignor Negrin, alle 10:45 chiese di ricevere la Santa Comunione. Il viatico gli venne recato da monsignor Cunial. Un pio corteo di suore dell'ospedale e di sacerdoti accompagnò il vicario generale dalla chiesa dell'ospedale alla stanza dell'infermo. Accanto all'arcivescovo erano i familiari. Il fedele segretario don Cesare Girotto, il confessore carmelitano padre Francesco, il decano del capitolo monsignor Agostini, il cancelliere vescovile monsignor Zavan e il superiore dei camilliani dell'ospedale. Il vescovo ricevette la Santa Comunione con molta devozione e ringraziò e benedisse i presenti. Subito dopo tutti i presenti furono ammessi al bacio del sacro anello. Giunsero frattanto il rettore del seminario monsignor Fantuzzo, il prorettore del Collegio Vescovile Pio X monsignor De Zotti e il parroco della cattedrale monsignor Arnoldo Onisto, futuro Vescovo di Vicenza (1974 - 1988).
Alle 11:30 si recarono all'ospedale le maggiori autorità cittadine. Alle 12 al capezzale dell'infermo si recò nuovamente il vescovo di Vittorio Veneto Giuseppe Carraro. Alle 13 giunse il cardinale Angelo Roncalli. Uscendo dalla stanza visibilmente commosso, il patriarca così si espresse: "In breve tempo col suo esempio ha edificato il suo popolo. Preghiamo per lui".
Monsignor Negrin morì alle 21:10 del 15 gennaio. Il cancelliere vescovile, nella sua funzione di notaio, stese il rogito della morte e diede l'annuncio formale al capitolo, convocato d'urgenza. Subito dopo il decesso la salma dell'arcivescovo fu portata in Episcopio dove venne allestita la camera ardente.
Alle 9:30 del giorno seguente il capitolo della cattedrale, i vescovi salirono nel salone ducale dell'Episcopio. Dopo le preci di rito ebbe luogo la "Levata". La cassa contenente la salma di monsignor Negrin lasciò la camera ardente. Si formò il corteo che uscì dall'Episcopio e arrivò nella cattedrale.
Alle 10:15 il patriarca Angelo Roncalli assistito al trono dai monsignori De Sordi e Scattolon e all'altare dai monsignori Liberali e Martignago nonché dal decano del capitolo monsignor Agostini incominciò la celebrazione del solenne pontificale funebre. La schola cantorum della cattedrale e del seminario, diretta da monsignor D'Alessi, cantò la messa di requiem di Lorenzo Perosi. Al termine del rito il cardinale Roncalli si portò ai limiti del presbiterio e pronunciò l'elevato elogio funebre del presule scomparso. Successivamente mentre cardinali e vescovi rientrarono in Episcopio, nella piazza antistante la cattedrale, sotto la direzione di monsignor Angelo Tommasini si ricompose il corteo che si diresse alla volta del piazzale della stazione ferroviaria. L'autobara proseguì per il cimitero di San Lazzaro, dove dopo l'ultima benedizione impartita da monsignor Agostini, la salma venne tumulata. Tempo dopo le sue spoglie furono riesumate e tumulate nella cripta del duomo di Treviso.
Diverse sono le piazze, vie e gli edifici a lui intitolati.

## Genealogia episcopale
La genealogia episcopale è:
- Cardinale Scipione Rebiba
- Cardinale Giulio Antonio Santori
- Cardinale Girolamo Bernerio, O.P.
- Arcivescovo Galeazzo Sanvitale
- Cardinale Ludovico Ludovisi
- Cardinale Luigi Caetani
- Cardinale Ulderico Carpegna
- Cardinale Paluzzo Paluzzi Altieri degli Albertoni
- Papa Benedetto XIII
- Papa Benedetto XIV
- Cardinale Enrique Enríquez
- Arcivescovo Manuel Quintano Bonifaz
- Cardinale Buenaventura Córdoba Espinosa de la Cerda
- Cardinale Giuseppe Maria Doria Pamphilj
- Papa Pio VIII
- Papa Pio IX
- Cardinale Alessandro Franchi
- Cardinale Giovanni Simeoni
- Cardinale Antonio Agliardi
- Cardinale Basilio Pompilj
- Cardinale Adeodato Piazza, O.C.D.
- Vescovo Carlo Zinato
- Arcivescovo Egidio Negrin